# Симеон (Бычков)
Епи́скоп Симео́н (в миру Серге́й Ива́нович Бычко́в; 24 сентября (6 октября) 1882, Старый Оскол, Курская губерния, Российская империя — 30 июня 1952, Ленинград, РСФСР, СССР) — епископ Русской православной церкви, епископ Лужский, викарий Ленинградской епархии.

## Биография
Родился 24 сентября (6 октября) 1882 года в городе Старый Оскол Курской губернии в мещанской семье.
Окончил Старооскольское духовное училище. В 1904 году окончил Курскую духовную семинарию. В 1908 году — окончил Санкт-Петербургскую духовную академию.
С 1908 года по март 1912 года — псаломщик и миссионер в Андреевском соборе в Санкт-Петербурге.
6 апреля 1912 года рукоположён во иерея ко храму святых Симеона и Анны в Санкт-Петербурге.
При храме было организовано Симеоновское православное братство, под руководством отца Сергия, который входил в Совет общебратского союза Петрограда. В составе Совета важную роль играла миссионерская секция, которую возглавлял до июня 1921 года отец Сергий. В её задачу наряду с распространением православия — в чём секция тесно сотрудничала с Петроградской церковной миссией — входило также противодействие сектантам (особенно баптистам и чуриковцам) и резко усилившийся в эти годы католической пропаганде. В 1920 году стал членом Правления Общества объединённых Петроградских православных приходов. В начале 1920-х годов — благочинный 3-го округа Петрограда.
Во время «кампании по изъятию церковных ценностей» в 1922 году огласил письмо митрополита Вениамина в приходском совете; по благочинному округу его не рассылал, но довел о нём до сведения духовенства округа.
Был арестован 30 апреля 1922 года по обвинению в «сопротивлении изъятию церковных ценностей»; 5 июля 1922 года Петроградским губернским ревтрибуналом по обвинению «организация в преступную контрреволюционную группу, поставившую себе целью борьбу с Советской властью» по статьям 62, 119 УК РСФСР приговорён к трём годам лишения свободы со строгой изоляцией по групповому «делу митрополита Вениамина». С 30 апреля 1922 года по 9 августа 1923 года отбывал срок в тюрьмах Петрограда, был освобождён условно-досрочно.
После освобождения вернулся в свой храм. С 9 августа 1923 года по март 1929 года служил (с мая 1928 года настоятель) храма святых Симеона и Анны.
Вновь арестован 29 марта 1929 года и 9 августа 1929 года Особым совещанием при Коллегии ОГПУ СССР по обвинению «контрреволюционная деятельность» по статье 58-10 УК РСФСР приговорён к трём годам ссылки в Северный край. С 1929 года по 1936 год находился в ссылке на севере.
С 1937 года по 1938 год — протоиерей в Спасо-Парголовском храме в Шувалове под Ленинградом (ныне на Шуваловском кладбище). Затем находился за штатом.
С сентября 1941 года — протоиерей Спасо-Парголовского храма в Шувалове под Ленинградом.
В 1942 году был эвакуирован. Был принят на службу в Ярославскую епархию (увольнительная грамота оформлена 31 мая 1944 года). Смог вернуться в Ленинград только к началу 1947 года. 13 января 1947 года митрополитом Ленинградским Григорием (Чуковым) представлен к посвящению викарным епископом. Пострижен в монашество, возведен в сан архимандрита.
23 марта состоялось наречение архимандрита Симеона во епископа Лужского, викария Ленинградской епархии.
30 марта 1947 года в Ленинградском Николо-Богоявленском соборе хиротонисан во епископа Лужского, викария Ленинградской епархии. Чин хиротонии совершили митрополит Ленинградский Григорий (Чуков), епископ Смоленский Сергий (Смирнов) и епископ Ювеналий (Килин).
В 1947—1948 годах — настоятель Князь-Владимирского собора.
С апреля 1948 года до кончины — ректор Ленинградской духовной академии и семинарии.
Скончался 30 июня 1952 года от кровоизлияния в мозг. Погребён у алтаря храма на Шуваловском кладбище в городе Санкт-Петербург.
В 1990 году был посмертно реабилитирован Президиумом Верховного суда РСФСР.
Сын Сергей 1915 г. рожд. расстрелян 18 марта 1938 года в Ленинграде.